# Anatoliko Tmima Nisou Symis Kai Nisides Kouloundros Seskli, Troumpeto, Marmaras, Karavalonisi, Megalonisi, Gialesino, Oxeia, Chondros, Platy, Nimos Kai Thalassia Periochi Nisou Symis
Anatoliko Tmima Nisou Symis Kai Nisides Kouloundros Seskli, Troumpeto, Marmaras, Karavalonisi, Megalonisi, Gialesino, Oxeia, Chondros, Platy, Nimos Kai Thalassia Periochi Nisou Symis este o arie protejată (arie de protecție specială avifaunistică — SPA) din Grecia întinsă pe o suprafață de 9.874,98 ha, integral pe uscat.

## Localizare
Centrul sitului Anatoliko Tmima Nisou Symis Kai Nisides Kouloundros Seskli, Troumpeto, Marmaras, Karavalonisi, Megalonisi, Gialesino, Oxeia, Chondros, Platy, Nimos Kai Thalassia Periochi Nisou Symis este situat la coordonatele 36°32′01″N 27°51′02″E / 36.533558°N 27.850656°E.

## Înființare
Situl Anatoliko Tmima Nisou Symis Kai Nisides Kouloundros Seskli, Troumpeto, Marmaras, Karavalonisi, Megalonisi, Gialesino, Oxeia, Chondros, Platy, Nimos Kai Thalassia Periochi Nisou Symis a fost declarat arie de protecție specială avifaunistică în octombrie 2001 pentru a proteja 16 specii de animale.

## Biodiversitate
Situată în ecoregiunile marină mediteraneană și mediteraneană, aria protejată nu include niciun habitat protejat.
La baza desemnării sitului se află mai multe specii protejate de  păsări (16): lăstunul mare (Apus apus), șorecarul comun (Buteo buteo), ciocârlie-cu-degete-scurte (Calandrella brachydactyla), caprimulg (Caprimulgus europaeus), lăstun de casă (Delichon urbicum), Emberiza caesia, Falco eleonorae, șoim călător (Falco peregrinus), Hippolais olivetorum, rândunică (Hirundo rustica), codobatura galbenă (Motacilla flava), Phalacrocorax aristotelis desmarestii, corcodel mare (Podiceps cristatus), corcodel-cu-gât-negru (Podiceps nigricollis), turturică (Streptopelia turtur), Tachymarptis melba